# Lasiognathus amphirhamphus
Lasiognathus amphirhamphus är en fiskart som beskrevs av Pietsch 2005. Lasiognathus amphirhamphus ingår i släktet Lasiognathus och familjen Thaumatichthyidae. Inga underarter finns listade i Catalogue of Life.